# Zoltán Zsitva
Zoltán Zsitva (* 26. August 1905 in Nyíregyháza; † 1. April 1996 in Budapest) war ein ungarischer Sprinter, der sich auf den 400-Meter-Lauf spezialisiert hatte.
Bei den Olympischen Spielen 1936 schied er über 400 m im Vorlauf aus und wurde in der 4-mal-400-Meter-Staffel Sechster.
Seine persönliche Bestzeit von 48,6 s stellte er 1935 auf.